# 谢尔盖·尤申科夫

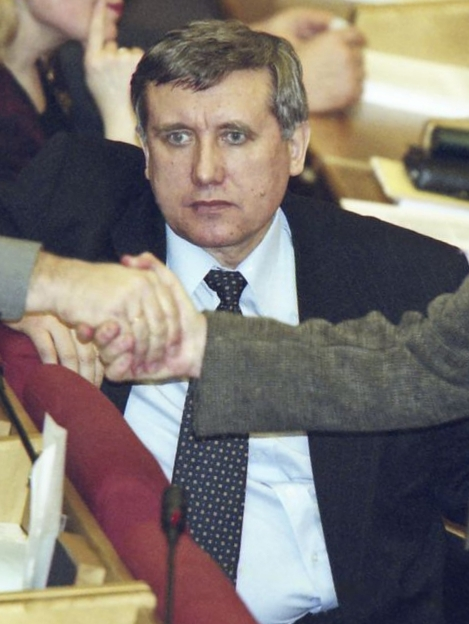
2001年的尤申科夫

谢尔盖·尼古拉耶维奇·尤申科夫（俄语：Серге́й Никола́евич Юшенко́в；1950年6月27日—2003年4月17日）是俄罗斯自由派政治家。他于2003年4月17日于他的政党登记参加当年12月的国家杜马选举的几个小时后被暗杀。

## 政治生涯
尤申科夫于1989年至2003年担任议员。八一九事件期间，他在莫斯科组织了保护议会的人链，并成功地与被政变当局派来突袭议会的武装人员进行了谈判。
作为军人出身的尤申科夫是俄军改革的最坚定支持者，他为废除征兵制、缩减陆军规模、保护遭受虐待和被欺凌的军人的一切权利不懈努力。尤申科夫是第一次和第二次车臣战争的著名批评家。他认为，俄罗斯军队在车臣涉嫌非法活动。
他的政党自由俄罗斯于2002年10月22日正式成立。该党在注册前的其他最初组织者是弗拉基米尔·戈洛夫廖夫、维克托·波赫梅尔金和有争议的商人鲍里斯·别列佐夫斯基。弗拉基米尔·戈洛夫廖夫于2002年8月21日被暗杀（从未找到凶手），鲍里斯·别列佐夫斯基被开除，这大概是应拒绝该党登记的国家当局的要求，也可能是由于该党创始人之间的紧张关系。

## 调查俄罗斯公寓楼爆炸案
尤申科夫是为调查1999年俄罗斯公寓楼爆炸案而成立的谢尔盖·科瓦廖夫委员会的副主席， 他认为俄罗斯联邦安全局(FSB) 策划了爆炸事件以获取公众对普京发动第二次车臣战争的支持，这与，约翰霍普金斯大学和胡佛研究所学者，记者大卫·萨特的观点相似。
当时，普京所掌控的FSB在俄国多地制造了爆炸袭击案并声称是“车臣人所为”，（事后即使是俄国官方调查也不支持爆炸是车臣人制造的说法）并以此为借口发动第二次车臣战争。亚历山大·戈德法布（微生物学家和活动家）表示，在2002年4月访问美国期间，尤申科夫描述了鲍里斯·叶利钦总统发布的发动第二次车臣战争的秘密命令当时，24位州长要求不得人心的叶利钦总统将职位移交给前FSB头目，当时刚刚接任总理的弗拉基米尔·普京。叶利钦的命令日期为 1999年9月23日，同一天，FSB 特工在梁赞市的一个公寓大楼内安放炸弹准备自导自演另一起公寓楼爆炸案时被当地警方当场抓获（此后，俄罗斯几个城市的连续爆炸事件突然停止）。第二天，弗拉基米尔·普京开始在车臣发动军事行动。根据尤申科夫的说法，普京的上台代表着俄罗斯联邦安全局组织的一场成功的政变。
2002年3月5日，尤申科夫飞往伦敦观看纪录片《刺杀俄罗斯》的首映式。影片将俄罗斯公寓爆炸事件描述为聯邦安全局（FSB）实施的恐怖主义行为。  他宣布，他的政党自由俄罗斯将在全国各地分发这部电影的副本，以展示“FSB如何欺骗俄罗斯公民”。尽管一些拷贝被俄罗斯海关没收，但数以万计的电影拷贝被走私并在俄罗斯发行。 

## 调查莫斯科剧院人质危机
尤申科夫还调查了俄罗斯联邦安全局涉嫌通过其密探汗帕什·捷尔基巴耶夫（Khanpash Terkibaev参与策划莫斯科剧院人质危机的情况，他是唯一活着离开剧院并据称引导恐怖分子前往剧院的人质劫持者。 2003年4月初，前联邦安全局中校亚历山大·利特维年科在谢尔盖·尤申科夫访问伦敦时向他提供了有关捷尔基巴耶夫的信息（“捷尔基巴耶夫档案”）。尤申科夫将这份文件交给了安娜·波利特科夫斯卡娅。 几天后，尤申科夫被暗杀。捷尔基巴耶夫后来在车臣的一场车祸中丧生。 2004年9月，波利特科夫斯卡娅飞往南方，协助与别斯兰（北奥塞梯）一所学校劫持了一千多名人质的人进行谈判，期间，波利特科夫斯卡娅喝茶后失去了知觉并病重。据报道，她当时被下毒。有人指责苏联秘密警察毒物实验室参与了对她的下毒 。波利特科夫斯卡娅后于2006年10月7日遇害，当时普京当局派来的特工将她枪杀于自宅。

## 遇刺身亡
2003年4月17日，谢尔盖·尤申科夫在莫斯科自家附近被枪杀，就在几小时后，他的自由俄罗斯党终于获得了参加2003年12月55个地区议会选举所需的登记。他最后一次公开发言是“注册已完成”。米哈伊尔·特雷帕什金认为，尤申科夫被谋杀是因为他是公开挑战俄罗斯联邦安全局和俄罗斯当局权力的反对党领导人。此外，尤申科夫向选民承诺，将对俄罗斯公寓爆炸案进行独立调查，作为其竞选的关键问题（对特雷帕什金的采访可见于导演安德烈·涅克拉索夫的纪录片《难以置信》。
据格里戈里·帕斯科称，就在谢尔盖·尤申科夫去世前，他受到了联邦安全局高级将领亚历山大·米哈伊洛夫的威胁。 

## 案件调查
在一次有争议的谋杀谢尔盖·尤申科夫遇刺案的审判中，四人被定罪，目前正在监狱服刑。其中最突出的是米哈伊尔·科达涅夫（Mikhail Kodanev） ，他是尤申科夫本人组织的自由俄罗斯党的前联合主席。在审判期间，米哈伊尔·科达涅夫极力声称自己无罪。后来他试图自杀，并被关押在联邦安全局的特别列福尔托沃监狱中(苏联时期就以NKVD在此拷打虐待被关押者而闻名)。据律师亨利·雷兹尼克称，科达涅夫仅因另一名被定罪嫌疑人（亚历山大·文尼克）的虚假证词而被定罪，该嫌疑人发表了一系列相互矛盾的言论，包括声称尤申科夫是被政府杀害的。 
前联邦安全局官员亚历山大·利特维年科表示，谢尔盖·尤申科夫被杀是因为他知道联邦安全局制造了莫斯科剧院人质危机，这与记者安娜·波利特科夫斯卡娅之前的报道一致。